# Dignidad y Compromiso
Dignidad y Compromiso es un partido político colombiano que inicialmente fue fundado el 29 de octubre de 2020 bajo el nombre Dignidad y que fue renombrado y refundado en febrero de 2023 tras la fusión con el movimiento político Compromiso Ciudadano.

## Dignidad
El partido Dignidad surgió tras la unión de varios sectores políticos como el Movimiento Obrero Independiente y Revolucionario (MOIR), Dignidad Santandereana, facciones del Polo Democrático Alternativo y aliados como empresarios, dirigentes sindicales y campesinos, entre otros. En el congreso se declaró como un partido en "independencia" al gobierno de Gustavo Petro y desde agosto de 2022 cuenta con la exlíder estudiantil Jennifer Pedraza como su única representante en el Congreso.
Este partido fue formado por líderes políticos como Jorge Enrique Robledo (exsenador de la República), Jorge Gómez Gallego (exrepresentante a la Cámara por Antioquia), Leonidas Gómez (diputado de Santander y exsenador de la República), Alba Luz Pinilla (exrepresentante a la Cámara por Bogotá), Víctor Correa Vélez (exrepresentante a la cámara por Antioquia), Michel Maya (excandidato independiente a la Alcaldía de Cali), Diógenes Orjuela (Presidente de la Central Unitaria de Trabajadores de Colombia), Jennifer Pedraza (Líder Estudiantil, representante electa a la Cámara por Bogotá para el periodo 2022-2026), entre otros. 
El partido estuvo en oposición durante el gobierno del presidente Iván Duque Márquez. Fue parte de la Coalición Centro Esperanza durante las elecciones de 2022 y tuvo como candidato a Jorge Enrique Robledo en la consulta interpartidista de la coalición.

## Dignidad  y Compromiso
A inicios del año 2023 el partido Dignidad anunció su fusión con el movimiento político Compromiso Ciudadano liderado por Sergio Fajardo. Tras dicha fusión el partido pasó a llamarse Dignidad y Compromiso, a tener dos copresidentes (Juan Manuel Ospina proveniente de Dignidad y Sara Moreno proveniente de Compromiso Ciudadano) y 32 personas en su comité ejecutivo.
En julio de 2025 anuncian la coalición con los partidos MIRA y Nuevo Liberalismo para conformar una lista conjunta al Senado de la República.